# Логан (Західна Вірджинія)
Логан (англ. Logan) — місто (англ. city) в США, в окрузі Лоґан штату Західна Вірджинія. Населення — 1439 осіб (2020).

## Географія
Логан розташований за координатами 37°51′7″ пн. ш. 81°59′17″ зх. д. / 37.85194° пн. ш. 81.98806° зх. д. (37.851894, -81.988130). За даними Бюро перепису населення США в 2010 році місто мало площу 3,20 км², з яких 2,97 км² — суходіл та 0,22 км² — водойми.

### Клімат
| Клімат : Логан          | Клімат : Логан | Клімат : Логан | Клімат : Логан | Клімат : Логан | Клімат : Логан | Клімат : Логан | Клімат : Логан | Клімат : Логан | Клімат : Логан | Клімат : Логан | Клімат : Логан | Клімат : Логан | Клімат : Логан |
| Показник                | Січ.           | Лют.           | Бер.           | Квіт.          | Трав.          | Черв.          | Лип.           | Серп.          | Вер.           | Жовт.          | Лист.          | Груд.          | Рік            |
| Абсолютний максимум, °C | 27,2           | 27,2           | 32,8           | 35,0           | 35,6           | 40,6           | 40,0           | 38,9           | 39,4           | 35,6           | 30,6           | 25,6           | 40,6           |
| Середній максимум, °C   | 6,7            | 9,4            | 15,0           | 21,1           | 25,6           | 29,4           | 31,1           | 31,1           | 27,2           | 20,6           | 14,4           | 7,8            | 20,0           |
| Середня температура, °C | 1,7            | 3,9            | 8,3            | 13,9           | 18,3           | 23,3           | 25,0           | 25,0           | 21,1           | 13,9           | 8,3            | 3,3            | 13,9           |
| Середній мінімум, °C    | −3,9           | −2,2           | 1,1            | 6,1            | 11,1           | 16,7           | 18,9           | 18,3           | 14,4           | 7,2            | 2,2            | −1,7           | 7,4            |
| Абсолютний мінімум, °C  | −26,1          | −22,2          | −18,9          | −7,2           | −1,7           | 1,7            | 7,8            | 6,7            | 1,1            | −7,8           | −13,9          | −22,2          | −26,1          |
| Норма опадів, мм        | 81             | 86             | 97             | 99             | 132            | 122            | 135            | 94             | 84             | 76             | 84             | 94             | 1184           |
| ----------------------- | -------------- | -------------- | -------------- | -------------- | -------------- | -------------- | -------------- | -------------- | -------------- | -------------- | -------------- | -------------- | -------------- |
| Джерело:                |                |                |                |                |                |                |                |                |                |                |                |                |                |

## Демографія
Згідно з переписом 2010 року, у місті мешкало 1779 осіб у 808 домогосподарствах у складі 469 родин. Густота населення становила 557 осіб/км². Було 1016 помешкань (318/км²).
Расовий склад населення:
| - 91,6 % — білих - 5,2 % — чорних або афроамериканців - 0,7 % — азіатів - 0,3 % — корінних американців |

До двох чи більше рас належало 2,0 %. Частка іспаномовних становила 2,0 % від усіх жителів.
За віковим діапазоном населення розподілялося таким чином: 20,2 % — особи молодші 18 років, 64,0 % — особи у віці 18—64 років, 15,8 % — особи у віці 65 років та старші. Медіана віку мешканця становила 40,4 року. На 100 осіб жіночої статі у місті припадало 90,3 чоловіків; на 100 жінок у віці від 18 років та старших — 89,1 чоловіків також старших 18 років.
Середній дохід на одне домашнє господарство становив 40 798 доларів США (медіана — 29 712), а середній дохід на одну сім'ю — 49 147 доларів (медіана — 45 625). За межею бідності перебувало 29,8 % осіб, у тому числі 30,0 % дітей у віці до 18 років та 13,6 % осіб у віці 65 років та старших.
Цивільне працевлаштоване населення становило 771 осіб. Основні галузі зайнятості: освіта, охорона здоров'я та соціальна допомога — 25,8 %, мистецтво, розваги та відпочинок — 16,1 %, роздрібна торгівля — 14,0 %.

## Персоналії
- Джоан Дрю (1922—1996) — американська актриса.